# San Joaquín 1.ª Sección
San Joaquín 1.ª Sección es una ranchería del municipio de Balancán ubicado en la subregión de los Ríos del estado mexicano de Tabasco.

## Geografía
La localidad se ubica a 25.7 kilómetros (en dirección sur) de la localidad de Balancán de Domínguez, la cabecera y lugar más poblado del municipio. Se sitúa en las coordenadas geográficas 18°01′37″N 91°27′49″O / 18.026944, -91.463611, a una elevación de 22 metros sobre el nivel del mar.

## Demografía
Según el Conteo de Población y Vivienda 2020, efectuado por el Instituto Nacional de Estadística y Geografía, la localidad de San Joaquín 1.ª Sección tiene 209 habitantes, de los cuales 120 son del sexo masculino y 89 del sexo femenino. Su tasa de fecundidad es de 2.75 hijos por mujer y tiene 63 viviendas particulares habitadas.
| Gráfica de evolución demográfica de San Joaquín 1.ª Sección entre 1990 y 2020 |
|                                                                               |
| INEGI.                                                                        |